# Avant-Garde van Groeninge
Avant-Garde was een restaurant in Eindhoven in het Philips Stadion.
Het restaurant in het Philips Stadion werd opgericht in 2002. Van 2004 tot en met 2018 droeg Avant-Garde een Michelinster, maar bij de publicatie van de Michelingids 2019 verloor het restaurant zijn ster. Het restaurant is inmiddels gesloten.
GaultMillau kende het restaurant 15 van de maximaal 20 punten toe.

## Locatie
Het restaurant was gehuisvest in het Philips Stadion van voetbalclub PSV.